# Yuji Hironaga
Yuji Hironaga (廣長 優志, Hironaga Yuji) est un footballeur japonais né le 25 juillet 1975.